# レージーボーンズ
「レージーボーンズ」 (Lazybones)、ないし「レージー・ボーンズ」 (Lazy Bones) は、作詞ジョニー・マーサー (Johnny Mercer)、作曲ホーギー・カーマイケルにより、1933年に書かれたティン・パン・アレーの楽曲。曲名は「怠け者」、「無精者」といった意味。
この曲の初期のヒット・レコードとしては、テッド・ルイス (Ted Lewis) やミルドレッド・ベイリー (Mildred Bailey) によるものがある。1971年にこの曲をリバイバルさせたジョナサン・キング (Jonathan King) のレコードは、ソフト・ロックを中心とする曲をかける米国のラジオ局に取り上げられ、『ビルボード』誌のイージーリスニング・チャート入りを果たした。
マーサーは、南部のジョージア州サバンナ出身で、南部の地方色を反映した作風を拒む一方で、南部に足を踏み入れたことがないような作者たちによる作り物の南部の歌が好まれる状況に憤慨していた。アレックス・ワイルダー (Alex Wilder) は、この曲の人気の大部分は、完璧に地方色を出したマーサーによる歌詞にあると評している。
マーサーは、作り物の「ディキシーズ」への抗議として「レイジーボーン」の歌詞を書き、導入部の歌詞を「Long as there is chicken gravy on your rice（チキンの肉汁さえ飯にかかっていれば...）」と始めることで、この曲が本当の南部のものだという真正性を表明している。

## おもな録音
- ポール・ロブスン - バスの声楽家。オーケストラとの録音を1933年9月8日にロンドンで行なった。レコードは、EMIの His Master's Voice レーベルから、カタログ番号 B 8010 としてリリースされた。
- ミルズ・ブラザーズ (The Mills Brothers) - 1934年
- ルイ・アームストロングとビング・クロスビー - 1949年
- テックス・ベネキー (Tex Beneke) - 1950年
- ジェリ・サザン (Jeri Southern) - 1958年
- ディック・ヴァン・ダイク - 1963年
- ザ・スプリームス - 1965年
- ジョナサン・キング (Jonathan King) - 1971年、トップ30に入るヒットとなり、25万枚以上を売り上げた
- レオン・レッドボーン (Leon Redbone) - 1975年
- 『マペット・ショー』の劇中バンドエレクトリック・メイヘム (Electric Mayhem) - 1977年
- ハリー・コニック・ジュニアとジョニー・アダムス - 1992年
- ドクター・ジョン - 2006年

## 日本語による歌唱
ミッヂ・ウィリアムスは、1934年に来日した際、東京で5曲のレコーディングを行なったが、その1曲は「レージーボーン」で、出だしの第1コーラスは堀内敬三による日本語の歌詞で歌われた。
この曲は、オンシアター自由劇場の舞台『上海バンスキング』（1979年初演）でも取り上げられ、吉田日出子が堀内訳「レージー・ボーンズ」として日本語で歌っている。